# 杨中远
杨中远，渤海国官员，杨氏。
大玄錫在位时，杨中远担任政堂省孔目官。唐僖宗乾符三年（日本貞觀十八年、876年）冬，奉大玄錫之命出使日本，任大使，同行百余人。唐乾符四年（日本貞觀十九年、877年）正月，至岛根郡受到安置。四月，因距离前使通聘未满一纪（十二年），未获准进入平安京，也不受国书、牒、信物，被遣返归国。